# 杉崎浩一
杉崎 浩一（すぎさき こういち、1959年10月10日 - 2017年）は、日本の俳優。東京都出身。マイティ・ギャング・アクターズ・オフィス所属。
身長200cm。体重100kg。血液型A型。

## 出演作品

### テレビドラマ
- 月曜ドラマランド / 原宿初恋探偵社（1987年）
- 華の嵐（1988年）
- キツイ奴ら 第8 - 11話（1989年）
- 男と女のミステリー / 炎の挽歌（1989年）
- ドラマチック22 / お交際したい!! ちょっと待った-（1989年）
- あいつがトラブル 第3話（1989年）
- 世にも奇妙な物語 「もういちど」（1991年）
- 木曜劇場
  - もう誰も愛さない 第1 - 4話（1991年）
  - こんな恋のはなし 第1話（1997年）
  - リング〜最終章〜 第5、6話（1999年）
- 特捜エクシードラフト 第11、12話（1992年） - チャーリー・ウォン
- キライじゃないぜ（1992年） - 島田
- 春のドラマスペシャル
  - 極道落ちこぼれ カタギになりたい!（1993年）
  - プロデューサーになりたい（1997年）
- ツインズ教師 第2話（1993年）
- 愛してるよ! 第3話（1993年）
- 月曜ドラマスペシャル
  - 人間交差点「冬の遊園地」（1994年）
  - 名探偵・金田一耕助シリーズ・悪霊島（1999年）
- 木曜ドラマ
  - 大家族ドラマ 嫁の出る幕 第9話（1994年）
  - 外科医柊又三郎 第11話（1995年）
- 金曜ドラマ / 僕が彼女に、借金をした理由。 第4話（1994年）
- 金田一少年の事件簿 第1話（1995年） - 時田家使用人
- 木曜の怪談 / 悪霊学園 第2話（1997年）
- 太陽がいっぱい 第2 - 4話（1998年）
- ニュースの女 第7、11話（1998年）
- 金曜エンタテイメント / 猟犬探偵・竜門卓（1999年）
- 古畑任三郎 3rd season 第37、38話（1999年） - 江田
- チープ・ラブ 第1、3、4話（1999年）
- 女と愛とミステリー / 優雅な悪事 第1作（2001年） - 大本の手下
- ウルトラマンコスモス 第41話（2002年） - エスクテル星のアンドロイド

### 映画
- 北斎漫画（1981年）
- えきすとら（1982年）
- 光る女（1987年）
- MISTY（1991年）
- RIKI-OH/力王（1991年） - 北枕
- ミンボーの女（1992年） - プールのヤクザ
- 極東黒社会（1993年）
- 麻雀飛翔伝 哭きの竜（1995年）
- 卍舞2 妖艶三女濡れ絵巻（1995年）
- KISS ME（1996年）
- 不法滞在（1996年）
- 不夜城 SLEEPLESS TOWN（1998年）
- GUN CRAZY 裏切りの挽歌（2002年）
- KUMISO（2002年）
- アオグラ AOGRA（2006年）

### オリジナルビデオ・DVD
- 巨乳ハンター2 アドベンチャー•サマー（1990年、小林俊夫監督）
- 凶悪シリーズ・兇悪の紋章（1990年）
- ボディガード牙（1993年）
- ザ・格闘王（1994年）
- ザ・格闘王2（1994年）
- 仕切り屋五郎（1995年）
- GANGSTER 東京魔悲夜（マフィア）外伝（1996年）
- 新・静かなるドン 1〜6（1997年 - 1998年）
- 平成悪名伝 ザ･まむし（1997年）
- 仁義 14 資金源強奪（1998年）
- 報復攻撃 美しき殺人者（1998年）
- 隠忍術 しのび 弐（2002年）
- 世紀末恐怖劇場 金曜日のレストラン（2014年）